# Dmitrij Trubetskoj

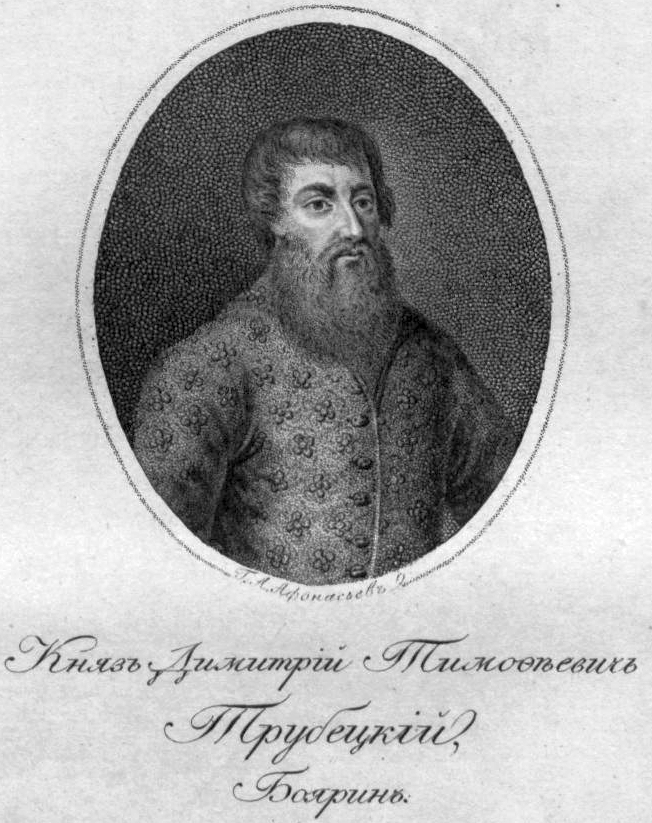
Dmitrij Trubetskoj.

Dimitrij Timofejevitj Trubetskoj (ryska: Дмитрий Тимофеевич Трубецкой), död 24 juni 1625 i Tobolsk, var en rysk furste.
Trubetskoj tog en mycket betydande del i de oroligheter, som framkallades genom de falska Dimitrijernas uppträdande, och strävade till och med efter tronen, men tvingades vika för Mikael Romanov (1613). Vid Staraja Russa, där han förde befälet, flydde hans folk för svenskarna (1614). Han dog som vojvod i Tobolsk.